# Lac de Tiscapa
La réserve naturelle du lac de Tiscapa est située dans la partie sud-est de la ville de Managua, capitale du Nicaragua, à seulement 2 km de la rive du lac de Managua ou lac Xolotlán. Elle comprend la Loma (butte) de Tiscapa et le lac de Tiscapa, un lac d'origine volcanique formé il y a plus de 10 000 ans .
Il a une forme plus ou moins circulaire et peut être considéré comme similaire à la plupart des lacs existants dans la région Pacifique du Nicaragua, à l'exception de celui de Masaya ; comme tous ceux-ci, son origine est volcanique.
Étant une zone protégée, elle a été déclarée réserve naturelle le 31 octobre 1991. La réserve est gérée par le ministère de l'environnement et des ressources naturelles (MARENA) et est l'une des 78 aires protégées du Nicaragua.
Son écosystème unique, avec ses caractéristiques propres de flore et de faune et sa hauteur, lui donne une vue privilégiée sur le paysage de Managua, d'où l'on peut observer les bâtiments les plus représentatifs de la ville. 

## Géologie
Situé sur la faille du même nom qui le traverse, la constitution géologique du lac de Tiscapa est d'origine pyroclastique stratifiée. Il s'est formé après une explosion volcanique qui a coupé le sommet du volcan Tiscapa - souvent appelée la colline - suivi d'un affaissement soudain, qui a donné lieu à la formation d'une fosse, donnant naissance à ce qui est aujourd'hui le lac. Le cratère du lac a subi les mouvements répétés de la faille tout au long de son histoire, jusqu'à atteindre de grands déplacements verticaux et horizontaux qui vont de 15 à 50 mètres. Parmi ses réactivations les plus récentes, on compte le tremblement de terre de Managua de 1931 et le séisme de 1972. 
En outre, le vieux centre est traversé par d'autres failles comme le "del Estadio", "los bancos", "Chico Pelón" et d'autres en dehors de cette zone comme le "Colegio Americano", "San Judas", "Asogai" et l'"Aeropuerto".
Bien que le lac n'ait pas d'affluents naturels tels que des rivières, elle est alimentée par les précipitations directes qui atteignent le lac pendant la saison des pluies, auxquelles s'ajoutent l'eau de pluie du canal intercepteur de Tiscapa et l'eau du flux souterrain qui s'y déverse. 
Actuellement, l'eau du lac n'est pas potable, car elle est contaminée par des déchets toxiques, en plus des égouts qui s'y déversent directement lors des fortes des précipitations. Cependant, en 1983, le professeur Roberto Eckman, associé à un groupe d'étudiants de l'Institut central de Managua, a mené des recherches qui ont permis d'obtenir de nouvelles données sur ce lieu populaire. Ils ont découvert que sur le versant nord du lac se trouvent des dessins gravés par les anciens habitants.  
D'un point de vue bactériologique, l'eau n'est pas potable avec une forte teneur en organismes coliformes impropres à la consommation humaine. Selon des études réalisées dans les laboratoires centraux de l'IRENA et de l'UNAN, il a été conclu que les eaux du lac de Tiscapa se trouvaient dans les limites acceptables pour l'eau potable, d'un point de vue physico-chimique, selon les normes internationales pour l'eau potable établies par l'Organisation mondiale de la santé. 
Aujourd'hui, la réserve fait partie du cœur de Managua, avec de nombreux monuments sur sa périphérie, comme le belvédère de Tiscapa et le Canopy Tour.

## Histoire
Les habitants précolombiens l'appelaient Uticapa ce qui en langue Nahuatl signifie "pierre des sacrifices" et en langue mexicaine "lieu de la flaque".

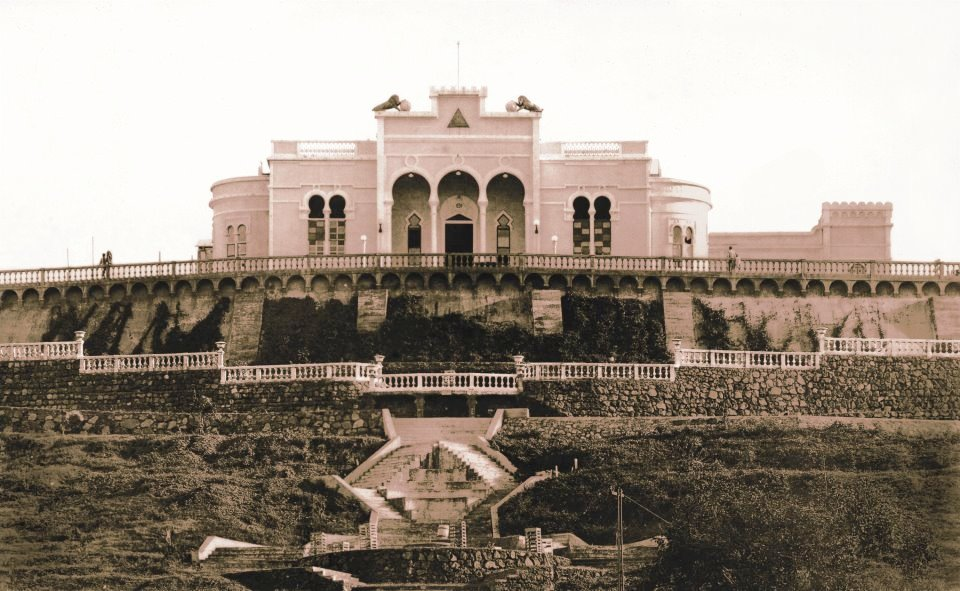
Palais présidentiel sur la Loma de Tiscapa en 1950.

Tiscapa est également un lieu historique, puisque la résidence présidentielle se trouvait sur la Loma de Tiscapa, la colline située sur la rive nord, avec un son point de vue sur le lac.
Ce bâtiment s'est partiellement effondré lors du tremblement de terre de 1972, car le séisme du 31 mars 1931 avait déjà affaibli ses fondations qui n'avaient pas été réparées.
Le petit parc situé sur cette colline abrite des objets intéressants comme le char que le dictateur italien Benito Mussolini a donné au dictateur nicaraguayen Anastasio Somoza Garcia. De plus, l'endroit offre une belle vue sur la ville et la tyrolienne du Canaopy Tour qui descend de la colline jusqu'au bord du lac.